# Mamadi Diakite
Mamadi Diakite (ur. 21 stycznia 1997 w Konakry) – gwinejski koszykarz, występujący na pozycjach niskiego lub silnego skrzydłowego, od 2023 zawodnik Westchester Knicks.
W 2014 i 2015 wziął udział w turnieju Adidas Nations, zajmując w nim odpowiednio siódme i trzecie miejsce.
21 kwietnia 2021 zawarł umowę do końca sezonu z Milwaukee Bucks. 24 września został zwolniony. 26 września 2021 dołączył do Oklahoma City Thunder. 16 października 2021 opuścił klub. 11 stycznia 2022 podpisał 10-dniowy kontrakt z Thunder. 21 stycznia 2022 zawarł kolejną, identyczną umowę. 26 września 2022 podpisał kontrakt z Cleveland Cavaliers na występy zarówno w NBA, jak i zespole G-League – Cleveland Charge. 15 października został zwolniony, po czym dwa dni później zawarł nową umowę z klubem. 
19 października 2023 dołączył do New York Knicks. 9 listopada 2023 został zawodnikiem Westchester Knicks.

## Osiągnięcia
Stan na 12 listopada 2023, na podstawie, o ile nie zaznaczono inaczej.
NCAA
- Mistrz NCAA (2019)
- Uczestnik:
  - II rundy turnieju NCAA (2017, 2019)
  - turnieju NCAA (2017–2019)
- Mistrz:
  - turnieju konferencji Atlantic Coast (ACC – 2018)
  - sezonu regularnego ACC (2018, 2019)
- Zaliczony do:
  - I składu:
    - defensywnego ACC (2020)
    - turnieju:
      - Air Force Reserve Tip-Off (2020)
      - NCAA All-South Regional (2019)

  - II składu ACC (2020)
- Zawodnik kolejki ACC 17.02.2020, 9.03.2020)

NBA
- Mistrz NBA (2021)[14]

Drużynowe
- Mistrz NBA G League (2021)

Indywidualne
- Zaliczony do I składu[15]:
  - NBA G League (2021)
  - defensywnego NBA G League (2021)
  - debiutantów NBA G League (2021)